# Marianne Fiset
Pour les articles homonymes, voir Fiset.
Marianne Fiset (née en décembre 1978),  est une soprano canadienne originaire de Saint-Augustin-de-Desmaures, près de Québec.

## Carrière
Marianne Fiset est diplômée du Conservatoire de musique de Québec. Elle a été membre de l'atelier lyrique de l'Opéra de Montréal. Elle a fait ses débuts à l'Opéra de Montréal dans le rôle d'Adza dans L'Étoile d'Emmanuel Chabrier en 2005. Elle s'est aussi produite au Saskatoon Opera, ainsi que lors de plusieurs festivals:
- Festival Vancouver
- Festival international du Domaine Forget
- Festival de Lanaudière
- Festival Bel Canto de l’Orchestre symphonique de Montréal

Elle a aussi donné des récitals à Londres (St-John’s Smith Square), Paris (salons de Boffrand du Palais du Luxembourg), Bruxelles, Genève, Vancouver, Montréal et Québec.

## Rôles à l'opéra
- 2005: Adza dans L'Étoile d'Emmanuel Chabrier (Opéra de Montréal).
- 2006-2007: Suor dolcina dans Suor Angelica de Giacomo Puccini, Amante dans Il tabarro de Puccini également, Annina dans La traviata de Giuseppe Verdi et Clarice dans Il Mondo della luna de Joseph Haydn (Opéra de Montréal)[4].
- Juin 2009: Mimi dans La Bohème de Giacomo Puccini (Saskatoon Opera)
- Septembre 2009: Lauretta dans Gianni Schicchi de Giacomo Puccini (Opéra de Montréal).
- Février 2012 : Manon Lescaut dans Manon de Jules Massenet à l'Opéra de Paris, mise en scène de Coline Serreau, dirigé par Evelino Pidò[5],[6]

## Prix et distinctions
- 2004: Premier Prix et Prix Étoile Galaxie de Radio-Canada, Concours de l’Orchestre symphonique de Trois-Rivières[7]
- 2006: Deuxième prix et Prix du centre d'arts Orford, Concours de l’Orchestre symphonique de Montréal
- 2007: Grand prix du Concours musical international de Montréal, également Prix Joseph-Rouleau pour le meilleur artiste québécois, Prix Jean A. Chalmers pour le meilleur artiste canadien, Prix Poulenc de la mélodie française et Prix du public, au même concours.
- 2007: Jeune soliste 2008, Radios francophones publiques.
- 2008: Prix Opus de la découverte de l’année 2007, Conseil québécois de la musique
- 2008: Révélations Radio-Canada Musique[8].

## Discographie
- Ravel - Shéhérazade ; Debussy - Proses lyriques (2008, Analekta) Orchestre de la Francophonie dirigé par Jean-Philippe Tremblay, Marie-Ève Scarfone, piano[9]
- Melodiya (2009, Analekta) Orchestre Radio-Canada musique dirigé par Jean-Philippe Tremblay, Marie-Ève Scarfone, piano[10],[11]. Œuvres de Moussorgski, Tchaïkovski, Rachmaninov et Glinka.
  - En nomination au Gala de l'ADISQ 2009 dans la catégorie Album de l'année - classique vocal[12].
  - En nomination aux prix Juno 2010 dans la catégorie Album classique de l'année : vocal [13].
- Ophélie : lieder et mélodies (2010, ATMA Classique) avec Louis-Philippe Marsolais (cor) et Michael McMahon (piano). Œuvres de Donizetti, R. Strauss, Berlioz, Gounod, Schubert, Denis Gougeon, Franz Lachner et Carl Gottlieb Reissiger[14].
  - En nomination au Gala de l'ADISQ 2010 dans la catégorie Album de l'année - classique vocal[15].